# Birkenhügel
Birkenhügel is een plaats en voormalige gemeente in de Duitse deelstaat Thüringen, en maakt deel uit van de Saale-Orla-Kreis.
Birkenhügel telde in 2028 545 inwoners. 
De gemeente maakte deel uit van Verwaltungsgemeinschaft Saale-Rennsteig tot deze op 1 januari 2019 werd opgeheven en de gemeenten werden samengevoegd tot de gemeente Rosenthal am Rennsteig. Birkenhügel, oorspronkelijk bestaande uit de twee dorpjes Lerchenhügel en Pirk,  ligt in het uiterste  noordoosten van de gemeente. 
Arlas · Birkenhügel · Blankenberg · Blankenstein · Harra · Kießling · Neundorf · Pottiga · Schlegel · Seibis